# تهنيد جنوب شرق آسيا

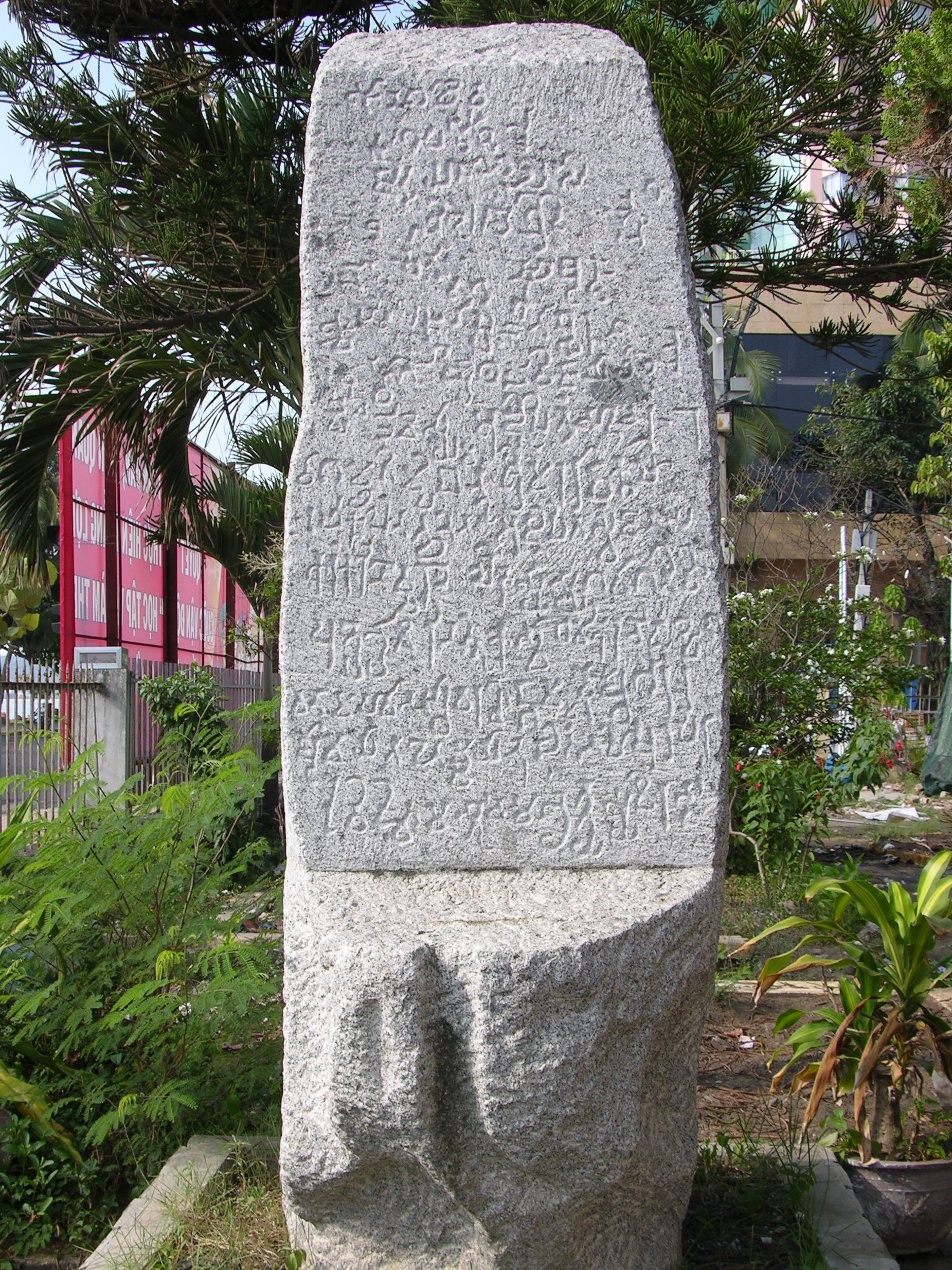

بدأت الهند منذ القرن الأول الميلادي تفتح طريقها نحو جنوب شرق آسيا. سُمِّي توسع الحضارة الهندية في هذه المناطق بالتهنيد. كان أول من استعمل هذا المصطلح عالم الآثار الفرنسي جورج كويد في كتابه التاريخ القديم للدول المهندة في جنوب شرق آسيا. عرّف كويد التهنيد على أنه توسع حضارة منظمة مؤطّرة في إطار التأصيلات الهندية للإخلاص، وهي الهندوسية والبوذية واللهجة السنسكريتية. وقعت أمم كثيرة تحت تأثير الهند وأصبحت جزءًا من الهند الكبرى، وهو توسع حضاري أدى إلى انتشار اللغة السنسكريتية في جنوب شرق آسيا، وإلى نشوء الممالك المهنَّدة، وانتشار الهندوسية في جنوب شرق آسيا وانتقال البوذية عبر طريق الحرير. تُبُنِّيت طرق التكريم الهندية في اللغات الماليزية والفلبينية والتايلندية والمالايو. لعبت الجاليات الهندية التاريخية (أي ذوو الأصول الهندية)، والحالية (أي الهنود غير المقيمين)، دورًا مهمًّا في المنطقة من الجهة الجغرافية السياسية والإستراتيجية والتجارية وفي التقاليد الحضاري والجوانب الاقتصادية، وكان في معظم الدول في جنوب شرق آسيا مجتمعات هندية كبيرة أكبر من المجتمعات الصينية التي كانت تشكل أقلية.

## انتشار التهنيد
في قضية انتشار التهنيد في اليابسة والجزر في جنوب شرق آسيا اختلف العلماء على نظريات. هذه النظريات المختلفة تجعل كل واحدة منها قسمًا معينا من الهنود الناشر الرئيس للغة الهندية والحضارة الهندية في جنوب شرق آسيا.

### نظرية تجار الفايشيا
أول هذه النظريات تركز على تجار الفايشيا ودورهم في نشر التقاليد الهندية في جنوب شرق آسيا من خلال التجارة. كانت منطقة جنوب شرق آسيا غنية بالموارد التي يرغب بها أهل شبه القارة الهندية، أهم هذه الموارد الذهب. وفي خلال القرن الرابع قبل الميلاد، كانت شبه القارة الهندية تعاني من نقص في الذهب نتيجة تحكم الإمبراطورية الرومانية الشديد في الطرق التجارية البرية، وفي هذه الفترة ظهرت أول الأدلة على التجارة الهندية في جنوب شرق آسيا. توجه تجار الفايشيا إلى التجارة البحرية لتجارة الذهب، ووجهوا سفنهم نحو جنوب شرق آسيا. ومع هذا، فإن القول بأن التهنيد انتشر من خلال التجارة فحسبُ غير مقنع، لأن التهنيد انتشر في كل الطبقات في المجتمعات في جنوب شرق آسيا، لا في الطبقة التجارية فقط.

### نظرية محاربي الكشاتريا
وهذه نظرية أخرى تقول إن التهنيد انتشر عبر طبقة الكشاتريا المحاربة. هذه الفرضية تشرح تشكل الدول في جنوب شرق آسيا شرحًا جيّدًا، لأن هؤلاء المحاربين قدموا بنية غزو الشعوب المحلية وتأسيس قوى سياسية جديدة لهم في المنطقة. ومع هذا، فإن النظرية لم تجذب اهتمامًا كبيرا من جهة المؤرخين لأن الأدلة التي تدعمها قليلة جدًّا.

### نظرية البراهميين
أكثر النظريات قبولًا هي نظرية البراهميين، وهي تقضي بأن التهنيد انتشر في جنوب شرق آسيا من خلال طبقة العلماء البراهميين. استعمل هؤلاء البراهميون الطرق البحرية التي فتحها تجار الفايشيا، وجملوا معهم كثيرًا من التقاليد الهنوسية الدينية والفلسفية ونشروها في طبقات النخبة في جنوب شرق آسيا.[2] وما إن اعتنقت طبقات النخبة هذه التقاليد، حتى انتشرت بين كل الطبقات الأخرى، وهو ما يشرح خضور التهنيد في كل طبقات المجتمع في جنوب شرق آسيا. لكن أثر البراهميين لم ينحصر في مجالي الدين والفلسفة، بل تبنت المجتمعات الآسيوية الجنوبية الشرقية بعد ذلك بقليل أساليب متأثرة بالهند في القانون والعمارة.
يمكن جمع هذه النظريات الثلاث لشرح تهنيد جنوب شرق آسيا، بدلًا من اختيار واحدة منها. إذ كان في المنطقة شبكة طرق بحرية كثيفة، سمحت للتجار باستخراج الذهب والتوابل من جنوب شرق آسيا. ولمّا تأسست هذه الشبكات التجارية فتحت المجال لطبقات أخرى من المحاربين أن يذهبوا إلى مناطق معينة في مناطق جنوب شرق آسيا. وفي النهاية، سمحت هذه الشبكات التجارية بتدفق العلماء البراهميين، الذين أثروا في النخَب في المجتمعات في جنوب شرق آسيا، في مجالات القانون والفنون والفلسفة. ومن ثمّ نشر البراهميون كثيرًا من الممارسات الهندوسية في كل الطبقات الاجتماعية في جنوب شرق آسيا.